# Wilhelm Vorsager
Wilhelm Vorsager, auch bekannt als Sascha Wolf, (* 29. Juni 1997) ist ein österreichischer Fußballspieler.

## Karriere

### Verein
Vorsager begann seine Karriere bei Admira Wacker Mödling, wo er später auch in der Akademie spielte. Im Mai 2015 debütierte er für die Amateure der Admira in der Regionalliga, als er am 26. Spieltag der Saison 2014/15 gegen den SK Rapid Wien II in der 35. Minute für Markus Pavic eingewechselt wurde. Im selben Monat stand er gegen die SV Mattersburg II auch erstmals in der Startelf.
Nach über 40 Einsätzen für die Amateure stand er im April 2017 gegen den SCR Altach erstmals im Kader der Profis, wurde allerdings nicht eingesetzt. Sein Debüt in der Bundesliga gab er schließlich im Dezember 2017, als er am 20. Spieltag der Saison 2017/18 gegen den SCR Altach in der Startelf stand. In jenem Spiel, das die Admira 3:1 gewann, erzielte Vorsager den Treffer zum zwischenzeitlichen 1:0. Am 20. Dezember wurde die langfristige Verlängerung seines Vertrages mit dem FC Flyeralarm Admira bekanntgegeben. Diesen Vertrag erfüllte Vorsager und verlängerte im Mai 2022 seinen Vertrag um zwei weitere Jahre bis Sommer 2024. Am Ende der Saison 2021/22 stieg er mit der Admira dann aus dem Oberhaus ab. Nach insgesamt 139 Einsätzen in den höchsten beiden Spielklassen verließ er die Admira per Vertragsende nach der Saison 2023/24.
Im Anschluss wechselte Vorsager im August 2024 nach Norwegen zum Zweitligisten Start Kristiansand. Für Start spielte er 13 Mal in der 1. Division. Nach der Saison 2024 verließ er Kristiansand wieder. Im Februar 2025 kehrte er anschließend nach Österreich zurück und wechselte zu Zweitligist SV Stripfing.

### Nationalmannschaft
Vorsager debütierte im September 2014 in einem Testspiel gegen Norwegen für die österreichische U-18-Mannschaft. Seinen ersten Treffer konnte er im Mai 2015 mit dem Siegtreffer zum 1:0-Sieg gegen Deutschland erzielen.
Im Mai 2016 gab er sein Debüt für die U-19-Auswahl. Daraufhin wurde er im Juli 2016 in den Kader für die U-19-EM berufen. Seinen einzigen Einsatz verbuchte er im letzten Gruppenspiel gegen Deutschland, als er in der Startelf stand und in der Halbzeitpause durch Sandi Lovrić ersetzt wurde. Danach schied Österreich als Gruppenletzter aus.

## Laufbahn als Model
Neben seiner Karriere als Fußballspieler war Vorsager unter dem Künstlernamen Sascha Wolf auch als Model tätig.